# 간베촌 (나라현)
간베촌(神戸村)은 나라현 북동부, 우다군에 있던 촌이다. 현재의 우다시의 일부에 해당한다.

## 역사
- 1889년 4월 1일 - 정촌제 시행에 의해 우다군 간베촌이 성립하였다.
- 1942년 2월 11일 - 마쓰야마정, 세이지촌, 요시노군 가미류몬촌과 신설합병해 오우다정이 성립하여, 동일 간베촌은 소멸하였다.